# Tabula (geslacht)
Tabula is een geslacht van kevers uit de familie  
kniptorren (Elateridae).
Het geslacht is voor het eerst wetenschappelijk beschreven in 1899 door Fleutiaux.

## Soorten
Het geslacht omvat de volgende soorten:
- Tabula depressissima Fleutiaux, 1899
- Tabula grandchampi Fleutiaux, 1935
- Tabula nataliae Fleutiaux, 1932